# あきよしふみえ
あきよし ふみえ（1977年8月24日 - ）は、日本の女性歌手。ロッカフラグースのボーカリスト・ギタリスト。元SRプロモーション所属。既婚。
三重テレビでかつてダンスとして放送された楽曲・aoi「Happy Pearl March」のバックコーラスも務めた。

## ロッカフラグース
ボーカル・ギタリストとして参加したインディーズバンド。他のメンバーにはギタリストの日田一聡、ドラマーのまえPがいる。2007年8月に入ってすぐ、無期限活動休止を発表した。以降、ソロ活動を行っている。2017年に再始動。

## CD
- 『Together』（2006年11月29日発売）
- 『Together2007』（2007年7月18日発売）
- 『風のメッセージ』（2008年5月28日発売）
  - M-2「このゆびとまれ」収録
- 『ハイタッチ!/あしたはきっと』（2008年11月26日発売）
  - M-7「Together 2008 (TVサイズ)」収録
- 『サイコー・エブリデイ!』（2010年2月24日発売）
- 『あきよしふみえアコースティックス1』（2010年3月17日発売）

## 作詞
- ポケットモンスター ダイヤモンド&パールOP主題歌「サイコー・エブリデイ!」
- B-伝説! バトルビーダマン 炎魂ED主題歌「Teen's Hi」
- ゆいかおり「VIVIVID PARTY!」
- 古川雄大「Wonderful Days」「Burning Question」